# Křižanov
Křižanov är en köping i Tjeckien.   Den ligger i regionen Vysočina, i den centrala delen av landet, 140 km sydost om huvudstaden Prag. Křižanov ligger 525 meter över havet och antalet invånare är 1 832.
Terrängen runt Křižanov är platt. Runt Křižanov är det ganska glesbefolkat, med 43 invånare per kvadratkilometer. Närmaste större samhälle är Velké Meziříčí, 7,9 km sydväst om Křižanov. Trakten runt Křižanov består till största delen av jordbruksmark.